# Один вдох
«Один вдох» — российский драматический спортивный фильм режиссёра Елены Хазановой. Фильм основан на истории жизни многократной чемпионки и рекордсменки мира по фридайвингу Натальи Молчановой.
Съёмки проходили в 2018—2019 годах в Академии МЧС в Химках, сцены погружений снимали в открытом море у берегов Мальты.
7 ноября 2019 года появился официальный трейлер фильма. Выход в широкий прокат состоялся 5 марта 2020 года.

## Сюжет
Сорокалетняя Марина Гордеева (Виктория Исакова) живёт в городе Волжске и работает тренером в секции плавания. В детстве она подавала большие надежды, была призёром, стала мастером спорта, но прекратила занятия.
От Марины уходит муж. На её попечении остаются сын Саша и дочь Аня; оба — студенты. Дети провожают Марину на отдых в Турцию, чтобы это помогло ей преодолеть психологически непростой период.
На пляже встревоженная женщина сообщает окружающим, что её муж тонет и взывает о помощи. Марине удаётся найти мужчину на глубине, поднять на поверхность и передать спасателям. Один из них, Игнат (Владимир Яглыч) — русский парень из Москвы, который в купальный сезон приезжает в Турцию на работу. Его впечатляет поступок Марины, и он приглашает её понырять в компании фридайверов. В ходе этого занятия Игнат убеждается, что у Марины выдающиеся способности для затяжных свободных погружений и предлагает ей выступить на чемпионате России по фридайвингу, который вскоре пройдет в Москве.
Дебют Марины на чемпионате оказывается очень успешным: она оставляет соперниц далеко позади и устанавливает рекорд России по протяженности дистанции плавания под водой.
Вместе с детьми Марина перебирается в Москву, чтобы вести занятия в секции плавания школы олимпийского резерва и одновременно посвятить себя фридайвингу.
Присутствовавшие на чемпионате Игнат и «экстремальный академик» Вадим Батьяров (Максим Суханов) — каждый по-своему — содействуют Марине в освоении новой для нее спортивной дисциплины.
На Чемпионате Европы по фридайвингу 2004 года Марину знакомят с чемпионкой Джессикой Райт, обладательницей рекорда погружения (80 метров) в постоянном весе, которая намерена увеличить свое достижение еще на два метра. Но узнав, что Марина Гордеева выполнила заявку на 83 метра, Джессика также погружается на 83 метра. Агент Джессики, Руперт, сообщает Марине и Игнату, что на следующий день в ходе финального погружения Джессика выступит в дисциплине «ноу лимит», что и определит победителя турнира.
Выполняя погружение, Марина задерживается на максимальной глубине чуть дольше, чем это требуется, поскольку её посещает видение из детства: домашнее торжество, в ходе которого мать Марины узнает об измене мужа. Взяв себя в руки, Марине удаётся привести в действие устройство, которое выносит атлетов на поверхность, но при всплытии она испытывает «блэкаут» — теряет сознание вследствие кислородного голодания. Её снимают с финала, чемпионат заканчивается.
На вечеринке по поводу завершения соревнований Руперт пытается отговорить Марину от участия в предстоящем Чемпионате мира, ссылаясь на неизбежные затраты в период подготовки и взнос за участие 15 тысяч долларов, но Марина говорит, что справится. Тогда Руперт сообщает, что Джессика заявит глубину погружения 95 метров в постоянном весе, с чем, как он утверждает, никто, кроме неё, не справится. Марина говорит, что намерена погрузиться на 101 метр. Руперт усмехается и уходит.
Вернувшись в Москву, Марина ведёт секцию фридайверов по разрабатываемой ею методике, пишет работу. Сын Александр показывает ей журнал с рекламой мирового бренда в производстве экипировки для фридайверов, который предлагает спонсорский приз в 25 тысяч долларов — за проныривание на одном вдохе легендарной коралловой пещеры Блю-Хол. Она представляет собой окружённый коралловыми рифами карстовый провал глубиной около 130 метров. С глубины 52-55 метров пещеру с морем соединяет проход. Это место называют «кладбищем дайверов»: на береговой скале размещено множество табличек с именами тех, кто погиб, пытаясь проплыть пещеру на одном вдохе.
Александр предлагает Марине выполнить опасное упражнение и тем самым заработать деньги на участие в Чемпионате Мира 2006 года среди фридайверов. Марина отвергает идею, но сын пытается мотивировать её тем, что до настоящего времени Блю-Хол не преодолела ни одна женщина. Спустя время Марина решается побороться за спонсорский приз, проплыв через пещеру вместе с сыном, который так же увлекся фридайвингом.
Накануне заплыва Марина посещает скалу-мемориал, где скорбящий по погибшему сыну отец-индус рассказывает ей легенду, по которой дух пещеры Дэв забирает мужчин, рискнувших проплыть через Блю-Хол. Марина решает, что сын не поплывёт с ней. Вместо него её партнером в заплыве выступит Игнат.
На большой глубине в пещере Марину охватывает паническое состояние, но Игнат помогает ей справиться и продолжить заплыв. На завершающем этапе Игната покидают силы. Взяв партнёра за руку, Марина доставляет его к поверхности воды, где ей помогают дежурные пловцы. Заплыв завершается триумфом российской пары фридайверов, им вручают сертификат на 25 тысяч долларов. Вечеринку на пляже омрачает внезапная смерть Игната. Специалисты называют это «сухим утоплением», наступившим после перенесённой нагрузки.
Спортивный врач в Москве пытается отговорить Марину от дальнейшего участия в соревнованиях, ссылаясь на конфликты систем организма, которые выявило обследование. Марину продолжают преследовать видения-воспоминания из детства, которые вызывают у неё страх: её отец (Сергей Сосновский) был её же тренером по плаванию; в душевой кабине спортивного комплекса она застала отца с любовницей, не смогла его простить и бросила спорт.
Осознавая, что этот страх и видения не позволят ей продвигаться дальше, Марина обращается за советом и помощью к Вадиму Батьярову, который и прежде помогал ей познавать себя и преодолевать психологические барьеры. На этот раз он предлагает ей сложнейшее испытание: ей придётся нырнуть в глубокий и тёмный промышленный колодец, выход из которого закрывает решётка, запертая на замок. Ключ от замка будет брошен на дно колодца, где Марине предстоит его найти, всплыть и отпереть решётку.
Марина подбирает ключ, но у самого дна к ней возвращается видение: девочкой она стоит на высшей ступени пьедестала, но не может всплыть, поскольку её ноги словно срослись с пьедесталом. В какой-то момент в видении появляется её тренер-отец, который помогает ей оторваться от груза, а сам остаётся на дне. Марина всплывает и отпирает замок. Вадим помогает ей выбраться из колодца. Дома её в прихожей встречают Саша и Аня и сообщают, что их дедушка скончался.
Вадим подвергает Марину ряду других испытаний, среди которых — проплыть подо льдом реки от проруби до проруби, босиком пройти по дорожке из горящих углей. Марина справляется.
Наступает момент участия в Чемпионате мира, где Марине предстоит еще одно серьёзное испытание в соперничестве с Джессикой Райт.

## В ролях
| Актёр                | Роль                           |
| -------------------- | ------------------------------ |
| Виктория Исакова     | Марина Гордеева                |
| Максим Суханов       | Вадим Батьяров                 |
| Владимир Яглыч       | Игнат Каверин спасатель        |
| Сергей Сосновский    | Валерий отец Марины            |
| Алексей Матошин      | муж Марины                     |
| Артём Ткаченко       | директор спортивного института |
| Владислав Ветров     | спортивный врач                |
| Стася Милославская   | Аня Гордеева                   |
| Филипп Ершов         | Саша Гордеев                   |
| Анастасия Караулова  | Лариса фридайвер               |
| Вероника Корниенко   | Марина в 15 лет                |
| Елизавета Хмелевская | Настя фридайвер                |
| Чеслав Головинец     | санитар                        |
| Кристиан Килинг      | Руперт                         |
| Джулия Огун          | Джессика Райт                  |
| Маша Сурикова        | дочь Игната                    |

## Производство
Впервые в России художественный фильм был снят полностью на открытой воде. В подготовке съемок под водой принимала участие команда французских специалистов во главе с супругами Жюли Готье и Гийомом Нери. 
Создателей картины также консультировали в российской ассоциации фридайвинга, основанной Натальей Молчановой.